# Xã Shelton, Quận Buffalo, Nebraska
Xã Shelton (tiếng Anh: Shelton Township) là một xã thuộc quận Buffalo, tiểu bang Nebraska, Hoa Kỳ. Năm 2010, dân số của xã này là 1.365 người.